# Losing Alice
Losing Alice (לאבד את אליס) è una miniserie televisiva israeliana ideata da Sigal Avin. La serie ha debuttato il 18 giugno 2020, venendo pubblicata internazionalmente su Apple TV+ il 22 gennaio 2021.

## Puntate
| nº | Titolo originale | Titolo italiano    | Prima TV Israele | Pubblicazione Italia |
| -- | ---------------- | ------------------ | ---------------- | -------------------- |
| 1  | פרק 1            | L'incontro         | 18 giugno 2020   | 22 gennaio 2021      |
| 2  | פרק 2            | La visita          | 25 giugno 2020   | 22 gennaio 2021      |
| 3  | פרק 3            | Il legame          | 2 luglio 2020    | 22 gennaio 2021      |
| 4  | פרק 4            | L'ossessione       | 9 luglio 2020    | 29 gennaio 2021      |
| 5  | פרק 5            | La paranoia        | 16 luglio 2020   | 5 febbraio 2021      |
| 6  | פרק 6            | Il cattivo lettore | 23 luglio 2020   | 12 febbraio 2021     |
| 7  | פרק 7            | La scena           | 30 luglio 2020   | 19 febbraio 2021     |
| 8  | פרק 8            | La fine            | 6 agosto 2020    | 26 febbraio 2021     |

### L'incontro
- Titolo originale: פרק 1
- Diretto da: Sigal Avin
- Scritto da: Sigal Avin

#### Trama
- Durata: 50 minuti

#### Citazioni
- "L'arte è una garanzia di salute mentale." Louise Bourgeois

### La visita
- Titolo originale: פרק 2
- Diretto da: Sigal Avin
- Scritto da: Sigal Avin

#### Trama
- Durata: 44 minuti

#### Citazioni
- "Vuoi che partiamo subito per la nostra avventura o preferisci prendere il tè?" James Matthew Barrie

### Il legame
- Titolo originale: פרק 3
- Diretto da: Sigal Avin
- Scritto da: Sigal Avin

#### Trama
- Durata: 50 minuti

#### Citazioni
- "Quando mi libero di quello che sono, divento quello che potrei essere." Lao Tseu

### L'ossessione
- Titolo originale: פרק 4
- Diretto da: Sigal Avin
- Scritto da: Sigal Avin

#### Trama
- Durata: 50 minuti

#### Citazioni
- "Noi non vediamo le cose come sono, le vediamo come siamo noi." Anaïs Nin

### La paranoia
- Titolo originale: פרק 5
- Diretto da: Sigal Avin
- Scritto da: Sigal Avin

#### Trama
- Durata: 50 minuti

#### Citazioni
- "Nulla è realmente accaduto finché non è stato descritto." Virginia Woolf

### Il cattivo lettore
- Titolo originale: פרק 6
- Diretto da: Sigal Avin
- Scritto da: Sigal Avin

#### Trama
- Durata: 51 minuti

#### Citazioni
- "Il piacere più nobile è la gioia della comprensione." Leonardo Da Vinci

### La scena
- Titolo originale: פרק 7
- Diretto da: Sigal Avin
- Scritto da: Sigal Avin

#### Trama
- Durata: 57 minuti

#### Citazioni
- "Ci sono solo due tragedie nella vita: una è non ottenere ciò che si vuole e l'altra è ottenerlo." Oscar Wilde

### La fine
- Titolo originale: פרק 8
- Diretto da: Sigal Avin
- Scritto da: Sigal Avin

#### Trama
- Durata: 45 minuti

#### Citazioni
- "La vita imita l'arte molto più di quanto l'arte imita la vita." Oscar Wilde

## Personaggi e interpreti

### Principali
- Alice Ginor, interpretata da Ayelet Zurer, doppiata da Francesca Fiorentini.
- Sophie Marciano, interpretata da Lihi Kornowski, doppiata da Lavinia Paladino.
- David Barkat, interpretato da Gal Toren, doppiato da Francesco Bulckaen.
- Tamir, interpretato da Yossi Marshak, doppiato da Davide Marzi.
- Tami, interpretata da Chelli Goldenberg, doppiata da Mirta Pepe.

### Ricorrenti
- Ami, interpretato da Shai Avivi.
- Pnina, interpretata da Rona Lipaz Michael.

## Distribuzione
Losing Alice ha debuttato il 18 giugno 2020 sulla rete televisiva Hot 3, venendo distribuito internazionalmente il 22 gennaio 2021 sulla piattaforma di video on demand Apple TV+ in tutti i paesi in cui il servizio è disponibile.

### Edizione italiana
La direzione del doppiaggio è di Gabriele Lopez e i dialoghi italiani sono curati da Loredana Mauro per conto della Dubbing Brothers Int. Italia che si è occupata anche della sonorizzazione.

## Accoglienza

### Critica
Sull'aggregatore di recensioni Rotten Tomatoes la serie riceve l'83% delle recensioni professionali positive, mentre su Metacritic ha un punteggio di 75 su 100 basato su 5 recensioni.

## Riconoscimenti
- Israeli Television Academy
  - 2020 – Candidata per la miglior attrice non protagonista in una serie drammatica a Lihi Kornowski[6]
  - 2020 – Candidato per la miglior fotografia a Rotem Yaron[6]
  - 2020 – Candidato per la miglior produzione della colonna sonora a Ronen Nagel[6]